# Ievguenia Dmitrieva
Pour les articles homonymes, voir Dmitrieva.
Ievguenia Olegovna Dmitrieva (en russe : Евгения Олеговна Дмитриева), née le 19 décembre 1972 à Moscou  (Union soviétique), est une actrice russe qui est apparue dans plus de 140 films.

## Biographie
Ievguenia Dmitrieva naît le 19 décembre 1972 à Moscou. Depuis son enfance, elle aime le théâtre et fréquente le studio de théâtre de la Maison de la créativité Kojoukhov.
Ievguenia Dmitrieva étudie à l'École supérieure de théâtre Mikhaïl-Chtchepkine. Siplômée en 1994, elle devient actrice du théâtre Maly où elle travaillera jusqu'en 2015. 
Depuis 1996, elle enseigne à l'École Mikhaïl-Chtchepkine, depuis 2013 - à l’École-studio MKhAT de Moscou.
En 1994, elle fait ses débuts au cinéma dans le drame Limita de Denis Evstigneïev. En 2009, on lui décerne le prix Étoile d'or de la meilleure actrice principale au festival du film Sozvezdie, pour le film Zaza.

## Filmographie partielle

### Au cinéma
- 2000 : Le Frère 2
- 2003 : Bénissez la femme
- 2005 : Familles à vendre : Olga
- 2011 : Accueil : Tamara Chamanov
- 2017 : Faute d'amour
- 2018 : Les Parfaits : Rosa
- 2018 : La Horde d'Or : Matréna[3]
- 2020 : Comme neuf : Irina
- 2020 : Fire (Огонь) d'Alexeï Noujny : Nina
- 2021 : Palma : Lioubov Jourina[4],[1]
- 2022 : Mister Nokaout